# 731部队细菌战国家赔偿请求诉讼
731部隊細菌战国家賠償請求訴訟（日語：ななさんいちぶたいさいきんせんこっかばいしょうせいきゅうそしょう）是180名中国受害者向日本731部队和日本政府的申请国家赔偿的诉讼案件。

## 历史
- 1995年         留学日本的王选成为180名中国731细菌战受害者诉讼团的原告团长
- 1997年8月11日　中国受害者向东京地方裁判所提起民事诉讼，起诉731部队在1940年到1942年间在浙江省和湖南省飞机散布被鼠疫病菌污染的食物，造成人员重大伤亡
- 1998年2月16日　第1回裁判，律师和3名原告进行陈述发言
- 1999年12月9日　中国受害者向东京地方裁判所提起第二次诉讼
- 2002年8月27日　东京地方裁判所承认细菌战的事实，但是以“国家无答责”等理由驳回原告请求（平成9年（ワ）16684号、平成11年（ワ）27579号）[1]
- 2003年5月20日　中国受害者向东京高等裁判所提起民事诉讼
- 2005年7月19日　东京高等裁判所承认细菌战的事实，但是以“国家无答责”等理由驳回原告请求（平成14年（ネ）4815号）[2]
- 2007年5月9日　日本最高裁判所驳回原告请求，作出上告不受理判决（平成18年（オ）90号、平成18年（受）第105号）

## 原告
- 原告团团长 - 王选
- 原告团代表 - 徐万智
- 律师团长 - 土屋公献
- 证人 - 上田信(立教大学中国史教授)